# Episodi di Mia sorella Sam (seconda stagione)
La seconda stagione della serie televisiva Mia sorella Sam è stata trasmessa in anteprima negli Stati Uniti d'America dalla CBS tra il 3 ottobre 1987 e il 12 aprile 1988.
| nº | Titolo originale                                    | Titolo italiano | Prima TV USA    | Prima TV Italia |
| -- | --------------------------------------------------- | --------------- | --------------- | --------------- |
| 1  | Goodbye, Steve                                      |                 | 3 ottobre 1987  |                 |
| 2  | And They Said It Would Never Last                   |                 | 10 ottobre 1987 |                 |
| 3  | Deep Throat                                         |                 | 17 ottobre 1987 |                 |
| 4  | Never a Bridesmaid                                  |                 | 24 ottobre 1987 |                 |
| 5  | Who's Afraid of Virginia Schultz?                   |                 | 31 ottobre 1987 |                 |
| 6  | Drive, She Said                                     |                 | 7 novembre 1987 |                 |
| 7  | Revenge of the Russell Sisters                      |                 | 15 marzo 1988   |                 |
| 8  | Play It Again, Sam                                  |                 | 22 marzo 1988   |                 |
| 9  | Ol' Green Eyes Is Back                              |                 | 29 marzo 1988   |                 |
| 10 | Life, Death and Admiral Andy                        |                 | 12 aprile 1988  |                 |
| 11 | It's My Party and I'll Kill If I Want To            |                 | inedito         |                 |
| 12 | Good Neighbor Sam                                   |                 | inedito         |                 |
| 13 | Patti, I Have a Feeling We're Not in Oregon Anymore |                 | inedito         |                 |
| 14 | The Art of Love                                     |                 | inedito         |                 |
| 15 | Camp Burn-out                                       |                 | inedito         |                 |
| 16 | Grand Prize                                         |                 | inedito         |                 |
| 17 | Walk a While in My Shoes                            |                 | inedito         |                 |
| 18 | The Wrong Stuff                                     |                 | inedito         |                 |
| 19 | The Thrill of Agony, the Victory of Defeat          |                 | inedito         |                 |
| 20 | The Good, the Bad and the Auditor                   |                 | inedito         |                 |
| 21 | Earthquake                                          |                 | inedito         |                 |
| 22 | A Day in the Lives                                  |                 | inedito         |                 |